# Hans Henrik Holm
Hans Henrik Holm, född 18 januari 1896 i Akers kommun, död 27 september 1980 i Oslo, var en norsk författare.
Hans Henrik Holm föddes utanför Oslo men levde långa tider på landet, han studerade juridik vid universitetet i Oslo men började tidigt syssla med språkliga och folkloristiska studier. Han utgav 1933 en väldig diktbok, Jonsok-natt, försedd med illustrationer av Holms hustru, Frøydis Haavardsholm, ett folkligt epos, där Holm försökte fånga vad han kallade "felebunnen", det djupast instinktiva hos det norska folket. Holms utnyttjade i stor utsträckning folksägner, hans språk var starkt personligt, ett landsmål med ord och uttryck från olika dialekter. Närbesläktad med detta verk är Søga um Gamle-Kari og hennar himiliferd (tryckt i tidskriften Janus, 1938). Avfattad på riksspråk var diktcykeln Guds gnistrende ildfluer (1941). Holm utgav vidare Vårhelg i Gaukelikleiv (1947) och Fugl Føniks i eplehagen (1948).